# HCM Baia Mare
A HCM Baia Mare egy női kézilabda klub. Székhelye Nagybánya, Máramaros megye, Románia. A klubot 1960-ban alapították. A román első osztályában játszott. Jogutódja a CS Minaur Baia Mare.

## Klubadatok
- Klubszínek: piros-fehér-kék
- Hivatalos játékmez: Kempa
- Hazai pálya: Lascăr Pană Sportcsarnok (3000 hely)

## Eredmények

### Nemzetközi kupák
EHF-kupagyőztesek Európa-kupája
- negyeddöntő: 1997

Challenge Kupa:
- Döntő: 2003

### Nemzeti bajnokság
Bajnokság (első osztály)
- 1. helyezett: 2014
- 2. helyezett: 1979, 2013, 2015
- 3. helyezett: 1980

### Román Kupa
- Győztes: 2013, 2014, 2015
- Döntős: 1978, 1980
- Elődöntős: 2007

### Román Szuperkupa
- Győztes: 2013, 2014

## A 2015–2016-os idény játékoskerete
| Kapusok - 12 Ionica Munteanu - 30 Paula Ungureanu - 96 Iulia Dumanska Szélsők - 06 Ana Maria Tănăsie - 15 Valentina Ardean-Elisei - 03 Alexandra do Nascimento - 77 Adriana Nechita Beállók - 17 Katarina Ježić - 23 Timea Tătar | Átlövők - 09 Szűcs Gabriella - 10 Lois Abbingh - 11 Gabriela Perianu - 44 Gabriela Preda - 05 Melinda Geiger - 18 Elena Gjeorgjievska - 88 Patricia Vizitiu Irányítók - 04 Laura Oltean - 07 Allison Pineau - 22 Luciana Marin |

Edző: Aurelian Roșca

## Fordítás
- Ez a szócikk részben vagy egészben  a   HCM Baia Mare című román Wikipédia-szócikk fordításán alapul.  Az eredeti cikk szerkesztőit annak laptörténete sorolja fel. Ez a jelzés csupán a megfogalmazás eredetét és a szerzői jogokat jelzi, nem szolgál a cikkben szereplő információk forrásmegjelöléseként.
- Ez a szócikk részben vagy egészben  a   HCM Baia Mare című angol Wikipédia-szócikk fordításán alapul.  Az eredeti cikk szerkesztőit annak laptörténete sorolja fel. Ez a jelzés csupán a megfogalmazás eredetét és a szerzői jogokat jelzi, nem szolgál a cikkben szereplő információk forrásmegjelöléseként.